# Episodi di New Amsterdam (serie televisiva 2018) (seconda stagione)
La seconda stagione della serie televisiva statunitense New Amsterdam, composta da 18 episodi, è andata in onda in prima visione negli Stati Uniti sulla NBC dal 24 settembre 2019 al 14 aprile 2020: la prima parte della stagione (episodi 1-9) è stata trasmessa dal 24 settembre al 19 novembre 2019; mentre la seconda parte della stagione (episodi 10-18) è stata trasmessa dal 14 gennaio al 14 aprile 2020.
Il 12 marzo 2020 Universal Television, la casa di produzione televisiva appartenente al gruppo NBC Universal, ha sospeso la produzione della serie a causa dell'impatto della pandemia di COVID-19. In seguito a questa decisione, i 22 episodi inizialmente previsti sono stati ridotti a 18. L'ultimo episodio programmato per il 7 aprile 2020, il cui argomento parla di una pandemia influenzale nell'ospedale New Amsterdam di New York dal titolo Pandemic, per rispetto verso le persone decedute in seguito alla contrazione del virus, è stato prima rinominato Our Doors Are Always Open, poi cancellato e sostituito con l'episodio Matter of Seconds, andato in onda il 14 aprile 2020.
In Italia la stagione è andata in onda in prima serata su Canale 5 dal 14 gennaio al 24 giugno 2020: la prima parte della stagione (episodi 1-9) è stata trasmessa ogni martedì dal 14 al 28 gennaio 2020 per tre serate; mentre la seconda parte della stagione (episodi 10-18) è stata trasmessa dal 4 al 24 giugno 2020 (le puntate del 4, dell'11 e del 18 giugno 2020 sono andate in onda di giovedì, mentre l'ultimo episodio del 24 giugno è andato in onda di mercoledì).
Dal 14 al 28 gennaio 2020 e il 18 giugno sono andati in onda tre episodi, mentre il 4, l'11 e il 24 giugno sono andati in onda due episodi.
| n° | Titolo originale           | Titolo italiano                | Prima TV USA      | Prima TV Italia |
| -- | -------------------------- | ------------------------------ | ----------------- | --------------- |
| 1  | Your Turn                  | Il tuo turno                   | 24 settembre 2019 | 14 gennaio 2020 |
| 2  | The Big Picture            | Il quadro generale             | 1º ottobre 2019   | 14 gennaio 2020 |
| 3  | Replacement                | La sostituzione                | 8 ottobre 2019    | 14 gennaio 2020 |
| 4  | The Dominator              | Il denominatore                | 15 ottobre 2019   | 21 gennaio 2020 |
| 5  | The Karman Line            | La linea di Karman             | 22 ottobre 2019   | 21 gennaio 2020 |
| 6  | Righteous Right Hand       | La mano destra di Dio          | 29 ottobre 2019   | 21 gennaio 2020 |
| 7  | Good Soldiers              | Bravi soldati                  | 5 novembre 2019   | 28 gennaio 2020 |
| 8  | What the Heart Wants       | Segui il tuo cuore             | 12 novembre 2019  | 28 gennaio 2020 |
| 9  | The Island                 | L'isola                        | 19 novembre 2019  | 28 gennaio 2020 |
| 10 | Code Silver                | Codice argento                 | 14 gennaio 2020   | 4 giugno 2020   |
| 11 | Hiding Behind My Smile     | Nascosto dietro il mio sorriso | 21 gennaio 2020   | 4 giugno 2020   |
| 12 | 14 Years, 2 Months, 8 Days | 14 anni 8 mesi 2 giorni        | 28 gennaio 2020   | 11 giugno 2020  |
| 13 | In the Graveyard           | Burocrazia                     | 11 febbraio 2020  | 11 giugno 2020  |
| 14 | Sabbath                    | Sabbath                        | 18 febbraio 2020  | 18 giugno 2020  |
| 15 | Double Blind               | Carta bianca                   | 25 febbraio 2020  | 18 giugno 2020  |
| 16 | Perspectives               | Punti di vista                 | 10 marzo 2020     | 18 giugno 2020  |
| 17 | Liftoff                    | Il decollo                     | 17 marzo 2020     | 24 giugno 2020  |
| 18 | Matter of Seconds          | Questione di secondi           | 14 aprile 2020    | 24 giugno 2020  |

## Il tuo turno
- Titolo originale: Your Turn
- Diretto da: Michael Slovis
- Scritto da: David Schulner

### Trama
Tre mesi dopo l'incidente, Max guarito completamente  dal tumore va in ospedale con Luna. Attraverso i flashback, vengono mostrate gradualmente le conseguenze dell'incidente. Sharpe è sopravvissuta dopo essere stata sbalzata dal veicolo ed è tornata alla raccolta fondi e riassume con riluttanza la sua ex collega, la Castro, che ha curato Max. Anche la Bloom è sopravvissuta e torna a lavorare come capo del pronto soccorso, ma è dimostrato che soffre molto e usa una stampella. Georgia non ce l'ha fatta, motivo per cui Max deve occuparsi anche della figlia.
Kapoor cerca di superare lo stigma di essere un medico anziano e diagnostica con successo un paziente. Iggy lotta con l'equilibrio tra casa e lavoro e dice a suo marito che vuole adottare un altro bambino. Reynolds tenta di tenersi in contatto con la sua fidanzata e di fare da mentore a uno stagista. Max si rimette al lavoro e aiuta un paziente che fatica a permettersi l'insulina.
- Ascolti USA: telespettatori 5 919 000 – rating/share 18-49 anni 1,0/5 – DVR 5 796 000 – DVR 18-49 anni 1,2 – totale 11 715 000 – 2,2[12].
- Ascolti Italia: telespettatori 2 435 000 – share 12,00%[13].

## Il quadro generale
- Titolo originale: The Big Picture
- Diretto da: Don Scardino
- Scritto da: Jiréh Breon Holder

### Trama
Max continua ad andare avanti e decide di fare un ampio censimento dell'ospedale per conoscere il personale e imparare ad aiutarli. Scopre che la maggior parte del personale non ha tempo per sé e per le proprie famiglie e li aiuta a mettere insieme i fondi per noleggiare un autobus che ridurrà il tempo di percorrenza per il personale. Il Dottor Kapoor è preoccupato che Max non stia soffrendo adeguatamente dopo aver perso Georgia, ma si rende conto che è a modo suo.
La Dottoressa Sharpe lavora con esitazione con la Dottoressa Castro per identificare i pazienti che possono ricevere la terapia mirata e si riconnette con i suoi pazienti Euchre dopo che nessuno di loro è risultato idoneo. La Dottoressa Bloom lotta per affrontare il suo dolore alle gambe senza farmaci antidolorifici e finisce per andare a letto con il suo medico di PT. Il Dottor Reynolds lavora con uno dei suoi stagisti che commette un errore critico mentre è distratto al pronto soccorso.
- Ascolti USA: telespettatori 5 294 000 – rating/share 18-49 anni 0,8/4 – DVR 4 732 000 – DVR 18-49 anni 1,0 – totale 10 026 000 – 1,8[14].
- Ascolti Italia: telespettatori 2 435 000 – share 12,00%[13].

## La sostituzione
- Titolo originale: Replacement
- Diretto da: Jamie Payne
- Scritto da: Aaron Ginsburg

### Trama
Max intervista i candidati per sostituire la sua ex assistente, Dora, che è partita per un nuovo lavoro. Finisce per assumere un Todd veterano, che ha un disperato bisogno di un lavoro, rispetto ad altri candidati qualificati. Il Dottor Reynolds si ritrova a eseguire un intervento chirurgico ripetuto su una paziente che si è ferita. Max tenta di avviare un servizio di infermiera in visita, ma viene abbattuto dal consiglio. Quindi tenta di nominare un nuovo membro del consiglio che si schieri con lui. Finisce per nominare con successo Todd al consiglio.
Il Dottor Frome e il Dottor Kapoor si occupano di un'epidemia in unità, che sembra essere causata da un'isteria di massa, ma il paziente originale non migliora; si scopre che aveva un tumore benigno al cervello. La Dottoressa Sharpe assume un'azienda di dispositivi medici e le loro protesi d'anca rivestite di metallo, che possono causare avvelenamento. Il Dottor Kapoor scopre che suo figlio ha abbandonato la sua ragazza incinta, Ella.
- Ascolti USA: telespettatori 5 272 000 – rating/share 18-49 anni 0,8/4 – DVR 4 594 000 – DVR 18-49 anni 1,0 – totale 9 866 000 – 1,8[15].
- Ascolti Italia: telespettatori 2 435 000 – share 12,00%[13].

## Il denominatore
- Titolo originale: The Dominator
- Diretto da: Michael Slovis
- Scritto da: David Foster

### Trama
Max tenta di aiutare il vicinato dopo che un uomo afroamericano è svenuto a causa di un'ipertensione non diagnosticata. Incontra la resistenza della comunità afroamericana quando cerca di aprire un negozio in un barbiere locale per prendere le letture della pressione sanguigna dai clienti. Sceglie invece di insegnare al barbiere come misurare la pressione sanguigna e quando prescrivere farmaci sotto la sua supervisione a distanza. La Dottoressa Bloom lotta ancora con la sua gestione del dolore mentre fa sesso con il suo fisioterapista.
La Dottoressa Sharpe aiuta uno dei malati di cancro della Dottoressa Castro a riprendere il controllo della sua vita. Il Dottor Frome e il Dottor Kapoor affrontano la città dopo che ha finito per avvelenare un intero quartiere con vernice al piombo. Il Dottor Kapoor è entusiasta della prospettiva di diventare nonno, ma Ella gli rivela che potrebbe non tenere il bambino.
- Ascolti USA: telespettatori 4 953 000 – rating/share 18-49 anni 0,8/4 – DVR 4 433 000 – DVR 18-49 anni 0,9 – totale 9 386 000 – 1,7[16].
- Ascolti Italia: telespettatori 2 303 000 – share 11,80%[17].

## La linea di Karman
- Titolo originale: The Karman Line
- Diretto da: Nick Gomez
- Scritto da: Laura Valdivia

### Trama
La Dottoressa Sharpe lavora con una paziente a cui è stato diagnosticato un cancro, ma che vorrebbe avere un bambino. La sua assicurazione, tuttavia, ha smesso di coprire la maternità surrogata tre settimane fa. Max tenta di fare appello alla compagnia di assicurazioni, ma trova difficoltà a trovare la persona giusta con cui parlare del caso. Alla fine si connette con un agente di appello che lo aiuta a coprire la maternità surrogata del paziente.
Il Dottor Reynolds cura una paziente che sta per essere lanciata verso la stazione spaziale internazionale ed è disperato per non rimanere a terra. Il dottor Frome incontra una ragazza con tendenze psicopatiche e cerca di impedirle di essere inviata alle correzioni. La Dottoressa Bloom ha finalmente una svolta e decide di partecipare a una riunione di NA solo per incontrare il Dottor Ligon.
- Ascolti USA: telespettatori 5 140 000 – rating/share 18-49 anni 0,9/4 – DVR 4 424 000 – DVR 18-49 anni 0,9 – totale 9 564 000 – 1,8[18].
- Ascolti Italia: telespettatori 2 303 000 – share 11,80%[17].

## La mano destra di Dio
- Titolo originale: Righteous Right Hand
- Diretto da: Peter Horton
- Scritto da: Erika Green Swafford

### Trama
Un furgone della chiesa è coinvolto in un incidente stradale proprio vicino a New Amsterdam e la maggior parte dei passeggeri non è gravemente ferita, ma tutti sembrano avere altre condizioni preesistenti che l'ospedale procede a curare. Max è sospettoso e l'autista del furgone confessa di aver stipulato un'assicurazione extra contro gli incidenti con l'intento di far schiantare il furgone per fornire l'assistenza sanitaria tanto necessaria ai membri della congregazione.
Il Dottor Kapoor e la Dottoressa Sharpe lavorano per aiutare a ricucire i rapporti tra due sorelle, una delle quali ha bisogno di un rene dall'altra. Il Dottor Frome lavora con una giovane ragazza incinta che desidera abortire, ma il suo tutore si oppone alla procedura.
- Ascolti USA: telespettatori 5 167 000 – rating/share 18-49 anni 0,8/4 – DVR 4 249 000 – DVR 18-49 anni 0,8 – totale 9 416 000 – 1,6.[19]
- Ascolti Italia: telespettatori 2 303 000 – share 11,80%[17].

## Bravi soldati
- Titolo originale: Good Soldiers
- Diretto da: Rachel Leiterman
- Scritto da: Shaun Cassidy

### Trama
La Dottoressa Sharpe si rende conto che uno dei suoi pazienti, che è paralizzato a causa di quello che credono fosse un tumore alla colonna vertebrale, era in realtà paralizzato per errore del chirurgo, che è stato poi coperto. Max lavora per scoprire la verità, che lo porta dal Dottor Fulton che ammette l'insabbiamento. Il paziente minaccia di citare in giudizio l'ospedale, ma è soddisfatto dell'accordo offerto dall'ospedale.
La Dottoressa Bloom scopre che avrà bisogno di prendere degli antidolorifici dopo il suo prossimo intervento chirurgico e lotta con l'idea di una ricaduta. Il Dottor Reynolds decide di invitare suo padre al suo matrimonio dopo aver avuto a che fare con una giovane ragazza con la leucemia che non sa che suo padre è vivo. Il Dottor Kapoor ha uno dei suoi pazienti che si unisce al gruppo del Dottor Frome per i veterani con PTSD.
- Ascolti USA: telespettatori 4 962 000 – rating/share 18-49 anni 0,7/4 – DVR 4 696 000 – DVR 18-49 anni 0,9 – totale 9 658 000 – 1,6[20].
- Ascolti Italia: telespettatori 2 189 000 – share 10,90%[21].

## Segui il tuo cuore
- Titolo originale: What the Heart Wants
- Diretto da: Don Scardino
- Scritto da: Y. Shireen Razack

### Trama
La Dottoressa Helen  si mette nei guai quando cerca di aiutare un paziente che è passato all'eroina per alleviare il suo dolore. Una donna incinta è costretta a far nascere il suo bambino nato morto. Max cerca di confortarla e di convincerla a tenere in braccio il bambino come uno sforzo per salutarla ed addolorarsi per la perdita.
Martin scopre i piani del Dottor Iggy per cercare di adottare un altro bambino e ne consegue una discussione. Max finalmente lascia andare le sue allucinazioni sulla moglie morta.
- Ascolti USA: telespettatori 5 065 000 – rating/share 18-49 anni 0,7/4 – DVR 4 417 000 – DVR 18-49 anni 0,9 – totale 9 482 000 – 1,6.[22]
- Ascolti Italia: telespettatori 2 189 000 – share 10,90%[21].

## L'isola
- Titolo originale: The Island
- Diretto da: Michael Slovis
- Scritto da: Graham Norris

### Trama
La squadra si dirige a Riker's Island per aiutare i prigionieri e devono prendere decisioni difficili mentre affrontano ogni situazione sull'isola. Max e Helen diagnosticano un prigioniero in isolamento, non come malato di mente, ma sotto l'effetto di una malattia.
Inizia una rissa e alcuni prigionieri finiscono per farsi male e si dirigono a New Amsterdam. Uno dei prigionieri dice che stava diventando testimone di stato e che la gente la vuole morta. L'episodio si conclude con il complotto dei prigionieri.
- Ascolti USA: telespettatori 5 468 000 – rating/share 18-49 anni 0,8/4 – DVR 4 260 000 – DVR 18-49 anni 0,9 – totale 9 728 000 – 1,7[23].
- Ascolti Italia: telespettatori 2 189 000 – share 10,90%[21].

## Codice argento
- Titolo originale: Code Silver
- Diretto da: Craig Zisk
- Scritto da: Leah Nanako Winkler

### Trama
Max e la Dottoressa Helen fanno tutto il possibile per aiutare l'ospedale quando i prigionieri scappano e causano un blocco. Helen viene tolta dalle funzioni di co-direttore e dalla cattedra di oncologia per aiutare un paziente ad accedere a un sito sicuro per l'iniezione. Ella è supportata dal Dottor Kapoor dopo aver sperimentato attacchi di panico per essere rimasta senza i suoi farmaci per il disturbo ossessivo compulsivo durante la gravidanza.
Il Dottor Frome si interroga dopo una discussione con il marito ed è costretto a vedersi per quello che è, ironia della sorte, dal terapeuta che ha appena licenziato. La Dottoressa Bloom viene operata e durante il blocco deve tagliare l'appendice di un paziente, anche se stare in piedi le farà male alla gamba. Il suo fisioterapista ammette di aver preso le sue medicine e lei rompe con lui. I prigionieri hanno cercato di uccidere l'altro prigioniero diventando testimone di stato. Il Dottor Reynolds viene accoltellato mentre cerca di proteggerla.
- Ascolti USA: telespettatori 4 981 000 – rating/share 18-49 anni 0,8/5 – DVR 4 781 000 – DVR 18-49 anni 0,9 – totale 9 762 000 – 1,7[24].
- Ascolti Italia: telespettatori 2 439 000 – share 10,80%[25].

## Nascosto dietro il mio sorriso
- Titolo originale: Hiding Behind My Smile
- Diretto da: Lucy Liu
- Scritto da: David Foster

### Trama
Max accompagna Luna per il controllo semestrale del bambino e si lega a Alice una madre single. Subito prima di recarsi all'appuntamento, mette in atto un nuovo piano per non utilizzare alcuno schermo mentre si parla e si curano i pazienti, favorendo l'ascolto attivo e il dialogo sincero. La Dottoressa Sharpe lotta per essere stata retrocessa dai suoi ruoli precedenti di capo dipartimento e vicedirettore di Max, ma è ancora considerata dagli altri medici come qualcuno che può fare come Max avrebbe fatto se fosse stato presente, il che impressiona anche il capo del consiglio di amministrazione dell'ospedale.
Il Dottor Frome lotta con la valutazione che un altro psichiatra ha di lui e del proprio disprezzo per se stesso e mangia una quantità malsana di merendine. Il Dottor Reynolds fa fatica a dire a Max che ha intenzione di lasciare New Amsterdam per stare con la sua fidanzata, con Max solo abbastanza comprensivo da accettare di aggirare la sua situazione. La Dottoressa Bloom trova un buon uso per i soldi della sua famiglia dopo aver incontrato un anziano di nome Eli. Il Dottor Reynold opera su un marine che ha un gruppo sanguigno molto insolito che non accetta le normali trasfusioni di sangue, con l'aiuto della Dottoressa Helen.
Vejay offre la sua casa per far stare Ella invece di andare in Idaho con i suoi genitori. All'inizio non va bene e Vejay deve fare dei cambiamenti.
- Ascolti USA: telespettatori 4 715 000 – rating/share 18-49 anni 0,7/4 – DVR 4 731 000 – DVR 18-49 anni 0,9 – totale 9 446 000 – 1,6[26].
- Ascolti Italia: telespettatori 2 439 000 – share 10,80%[25].

## 14 anni 8 mesi 2 giorni
- Titolo originale: 14 Years, 2 Months, 8 Days
- Diretto da: Seith Mann
- Scritto da: Aaron Ginsburg

### Trama
Max fa progressi nell'avere un appuntamento, non per Luna. Il Dottor Reynolds fa fatica a dire a Max la sua decisione. Si vedono i flashback del Dottor Kapoor che cura un paziente in coma da 14 anni e di come la famiglia se ne occupa. L'ED è nel caos quando il sistema viene aggiornato e ricorrono invece all'uso, sussulto, carta e penna. Un giovane onorato ha un desiderio di morte a causa dello svapo elettronico.
La Dottoressa Castro è un po' troppo selettiva nel suo nuovo processo che sconvolge la Dottoressa Helen, che Castro ricorda che non ha voce in quanto è stata retrocessa. Una donna con colite menziona l'autolesionismo e la Dottoressa Frome e la Dottoressa Helen modificano i fatti per aiutarla.
- Ascolti USA: telespettatori 4 875 000 – rating/share 18-49 anni 0,7/4 – DVR 4 529 000 – DVR 18-49 anni 0,9 – totale 9 404 000 – 1,6[27].
- Ascolti Italia: telespettatori 2 227 000 – share 10,39%[28].

## Burocrazia
- Titolo originale: In the Graveyard
- Diretto da: Darnell Martin
- Scritto da: Josh Carlebach

### Trama
Max crea un'ala di cure palliative a New Amsterdam, soprannominata ironicamente il cimitero.
I medici non si fermano davanti a nulla per aiutare i loro pazienti di fronte a un'intuizione sorprendente che provoca un cambiamento in ospedale. Nel frattempo, il Dottor Reynolds deve prendere un'importante decisione di carriera.
- Ascolti USA: telespettatori 4 477 000 – rating/share 18-49 anni 0,6 – DVR 4 647 000 – DVR 18-49 anni 0,9 – totale 9 124 000 – 1,5[29].
- Ascolti Italia: telespettatori 2 227 000 – share 10,39%[28].

## Sabbath
- Titolo originale: Sabbath
- Diretto da: Ryan Eggold
- Scritto da: David Schulner, Marc Gaffen & David Schulner

### Trama
La rivoluzione per migliorare il funzionamento del New Amsterdam passa anche attraverso la riorganizzazione del budget e mentre Max provvede anche a questo scopre che alcuni dipendenti della struttura non sono pagati. Visite inaspettate per la Dottoressa Bloom, mentre il Dottor Kapoor presenta un nuovo dispositivo che promette di essere il futuro della medicina ed Iggy contravviene ogni procedura per documentare una diagnosi.
Una donna entra dopo aver battuto la testa e la sua misteriosa malattia si muove a velocità elevata. Max è costretto a tagliare 2 milioni di dollari dal budget dell'ospedale.
- Ascolti USA: telespettatori 4 717 000 – rating/share 18-49 anni 0,6 – DVR 4 757 000 – DVR 18-49 anni 1,0 – totale 9 474 000 – 1,6[30].
- Ascolti Italia: telespettatori 1 869 000 – share 10,40%[31].

## Carta bianca
- Titolo originale: Double Blind
- Diretto da: Allison Liddi-Brown
- Scritto da: Shaun Cassidy

### Trama
Max cerca di trovare un modo per porre fine alla crisi degli oppioidi che sta causando il caos per volere del presidente del consiglio direttivo. Il Dottor Frome incontra una coppia di fidanzati che ha scoperto di recente di essere imparentati. La Dottoressa Helen crede che la Dottoressa Castro stia distorcendo i risultati del suo studio sui farmaci.
Max fa un passo verso qualcosa di più con Alice. La Dottoressa Bloom si confronta con sua madre sull'essere stata orribile negli ultimi 15 anni, ma non finisce bene. Vejay cerca di riparare un uomo anziano, ma tutti i suoi sintomi non vanno d'accordo con la sua personalità.
- Ascolti USA: telespettatori 5 168 000 – rating/share 18-49 anni 0,7 – DVR 4 548 000 – DVR 18-49 anni 0,9 – totale 9 716 000 – 1,6[32].
- Ascolti Italia: telespettatori 1 869 000 – share 10,40%[31].

## Punti di vista
- Titolo originale: Perspectives
- Diretto da: Craig Zisk
- Scritto da: Y. Shireen Razack

### Trama
Il rapporto di Max con Alice aumenta. Il Dottor Frome parla con una ragazza traumatizzata da un esercitazione di tiro a scuola. La Dottoressa Bloom si occupa del suo passato riguardo all'alcolismo di sua madre e teme che il suo uso di droghe possa avere lo stesso effetto.
La Dottoressa Bloom, il Dottor Reynolds e Max sono tutti serviti e hanno incontri di predisposizione tramite Evie, che anche se non sono colpevoli, li fa sembrare come se lo fossero. Vejay diventa superstizioso riguardo al nuovo gatto nero di Ella. Il processo di Valentina va male e la Dottoressa Helen le dà un'uscita, di New Amsterdam.
- Ascolti USA: telespettatori 4 445 000 – rating/share 18-49 anni 0,7 – DVR 4 604 000 – DVR 18-49 anni 0,8 – totale 9 049 000 – 1,5[33].
- Ascolti Italia: telespettatori 1 869 000 – share 10,40%[31].

## Il decollo
- Titolo originale: Liftoff
- Diretto da: Kristi Zea
- Scritto da: Graham Norris

### Trama
La gente è sorpresa che il Dottor Reynolds sia ancora lì perché pensavano che se ne fosse già andato. Scopre, ed è inavvertitamente intrappolato in un pozzo dell'ascensore con un giovane che sta sanguinando. Max cerca un'alternativa al crowdfunding perché crede che sia ingiusto.
La Dottoressa Sharpe si prepara per un evento di beneficenza Fight Cancer e scopre come si sentono i giovani sopravvissuti al cancro. Alla fine, tutti salutano affettuosamente il Dottor Reynolds mentre lascia New Amsterdam per andare a San Francisco.
- Ascolti USA: telespettatori 5 201 000 – rating/share 18-49 anni 0,8 – DVR 4 715 000 – DVR 18-49 anni 0,9 – totale 9 916 000 – 1,7[34].
- Ascolti Italia: telespettatori 1 789 000 – share 9,00%[35].

## Questione di secondi
- Titolo originale: Matter of Seconds
- Diretto da: Dinh Thai
- Scritto da: Aaron Ginsburg

### Trama
La Dottoressa Sharpe, il Dottor Shin e la Dottoressa Bloom cercano di capire perché la frequenza cardiaca di più pazienti con disfunzione erettile continua a diminuire improvvisamente. Il Dottor Frome intraprende una valutazione psicologica secondo la legge sulla bandiera rossa di New York, ma il suo paziente lo accusa di lasciare che i suoi sentimenti sul controllo delle armi offuschino il suo giudizio.
Max aiuta una coppia il cui figlio ha la distrofia muscolare di Duchenne; guardare come interagiscono come una famiglia lo porta a rompere con Alice, dicendo che è ingiusto per i loro figli continuare a fingere di essere una vera famiglia.
- Curiosità: Questo episodio si apre con un messaggio degli attori Ryan Eggold e Daniel Dae Kim, che spiegano che Questione di secondi (Matter of Seconds) ha sostituito l'episodio programmato Pandemia (Pandemic) perché i suoi eventi erano troppo simili all'effettiva pandemia di COVID-19. Le scene con il personaggio di Kim, il Dottor Cassian Shin di Pandemic, sono state mostrate per introdurre gli spettatori al personaggio prima della sua apparizione in questo episodio.
- Ascolti USA: telespettatori 6 031 000 – rating/share 18-49 anni 0,9 – DVR 3 981 000 – DVR 18-49 anni 0,8 – totale 10 012 000 – 1,7[36].
- Ascolti Italia: telespettatori 1 789 000 – share 9,00%[35].